# Lapseki (district)
Lapseki is een plaats en Turks district in de Turkse provincie Çanakkale en telt 11.462 inwoners (2014). Het district heeft een oppervlakte van 881,6 km².